# Paralympische Winterspelen 2006
De IXe Paralympische Winterspelen werden in 2006 gehouden in Turijn, Italië.

## Sporten
Tijden deze spelen stonden er vijf sporten op het programma. Rolstoelcurling stond voor het eerst op het programma stond, hieraan konden in tegenstelling tot de andere vier sporten zowel mannen als vrouwen in één competitie meedoen. Tussen haakjes staat het aantal onderdelen per sport, de sporten tijdens deze spelen waren:
Alpineskiën (24)
Biatlon (12)
Langlaufen (20)
Rolstoelcurling (1)
Sledgehockey (1)

## Medaillespiegel
Het IPC stelt officieel geen medaillespiegel op, maar geeft desondanks een medailletabel ter informatie. In de spiegel wordt eerst gekeken naar het aantal gouden medailles, vervolgens de zilveren medailles en tot slot de bronzen medailles.
De onderstaande tabel geeft de top-10. België won geen medailles, Nederland deed niet mee. In de tabel heeft het gastland een blauwe achtergrond.
| Plaats | Land             | NPC | Goud | Zilver | Brons | Totaal |
| 1      | Rusland          | RUS | 13   | 13     | 7     | 33     |
| 2      | Duitsland        | GER | 8    | 5      | 5     | 18     |
| 3      | Oekraïne         | UKR | 7    | 9      | 9     | 25     |
| 4      | Frankrijk        | FRA | 7    | 2      | 6     | 15     |
| 5      | Verenigde Staten | USA | 7    | 2      | 3     | 12     |
| 6      | Canada           | CAN | 5    | 3      | 5     | 13     |
| 7      | Oostenrijk       | AUT | 3    | 4      | 7     | 14     |
| 8      | Japan            | JPN | 2    | 5      | 2     | 9      |
| 9      | Italië           | ITA | 2    | 2      | 4     | 8      |
| 10     | Polen            | POL | 2    | 0      | 0     | 2      |

## Deelnemende landen
De volgende 38 Nationaal Paralympisch Comités werden tijdens de Spelen door een of meerdere sporters vertegenwoordigd: